# Братья по крови (фильм, 1993)
«Братья по крови» — кинофильм.

## Сюжет
Только достигший совершеннолетия Даррил Кроуфорд (Эмир Уильямс), молодой негр, преданный своей семье, становится свидетелем кровавой бандитской разборки. Среди убийц он узнает своего любимого старшего брата - Слая (Ричард Чеволлео). Сначала Даррил спорит со своей совестью, не зная, стоит ли доносить на Слая, но этот вопрос отходит на второй план, когда банда начинает угрожать обоим братьям.

## В ролях
- Мия Корф — Кэрол Рембрандт
- Кларк Джонсон
- Билл Нанн — Уильям Кроуфорд
- Ричард Чеволлео — Слай Кроуфорд
- Эмир Уильямс — Дарил Кроуфорд

## Интересные факты

### Другие названия
- Germans de sang (каталонское название)
- Hermanos de sangre
- Native Strangers
- Street law - La loi de la rue
- Zeuge am Fenster, Der